# Rua XV de Novembro (Paranaguá)
A Rua XV de Novembro esta localizada no Centro Histórico da cidade litorânea de Paranaguá, estado do Paraná.
Esta rua tem uma importância histórica e turística para o município porque ali encontram-se várias instituições e prédios de relevância para a cidade, tais como: Cine Teatro Rachel Costa, Fundação Municipal de Cultura de Paranaguá (FUMCUL) - Casa Cecy, Museu do Instituto Histórico e Geográfico de Paranaguá, Teatro da Ordem, Igreja da Ordem, Casa Velha, entre outras.
A atual Rua XV de Novembro é uma homenagem ao dia 15 de novembro de 1889, dia da Proclamação da República no Brasil e posteriormente fora denominada de Rua da Alfândega e Rua da Ordem.